# Michael Distler
Michael Distler (6. srpna 1881, Dolní Sedliště – 28. září 1927, Praha) byl český římskokatolický kněz a kanovník Metropolitní kapituly u sv. Víta v Praze.

## Život
Narodil se 6. srpna 1881 v Dolním Sedlišti.
Po studiu teologie byl 30. června 1907 vysvěcen na kněze. Po vysvěcení působil jako kaplan v Chodově. Roku 1908 byl jmenován prefektem arcibiskupského konviktu v Doupově a za dva roky se stal adjunktem pražské teologické fakulty. Roku 1913 získal doktorát z teologie. O rok později začal na Papežské univerzitě Gregoriana studovat kanonické právo a spekulativní dogmatiku. Po návratu začal působit jako prefekt a ředitel konviktu ve Stříbře. Mezitím vyučoval náboženství a věnoval se liturgickému zpěvu.
Roku 1922 byl jmenován arcibiskupským notářem a o tři roky později se stal zpovědníkem milosrdných sester sv. Kříže.
Roku 1926 byl zvolen kanovníkem Metropolitní kapituly u sv. Víta v Praze a slavnostně instalován byl 1. ledna 1927.
Dne 31. ledna 1927 se stal radou arcibiskupské konzistoře a 10. března prosynodálním examinátorem. Dne 11. dubna stejného roku založil Jednotu duchovenstva pro misie a stal se jejím ředitelem.
Zemřel 28. září 1927 v Praze po dlouhé nemoci. Pohřben byl na hřbitově ve Vysokém Sedlišti.